# フランチェスコ・デ・タシス1世

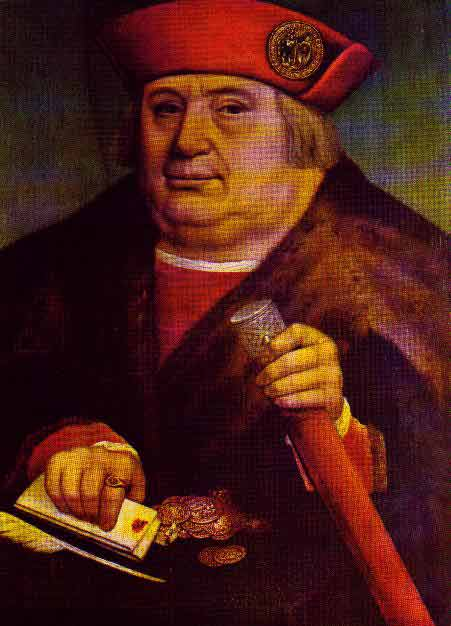
フランチェスコ・デ・タシス1世/フランツ・フォン・タクシス1世

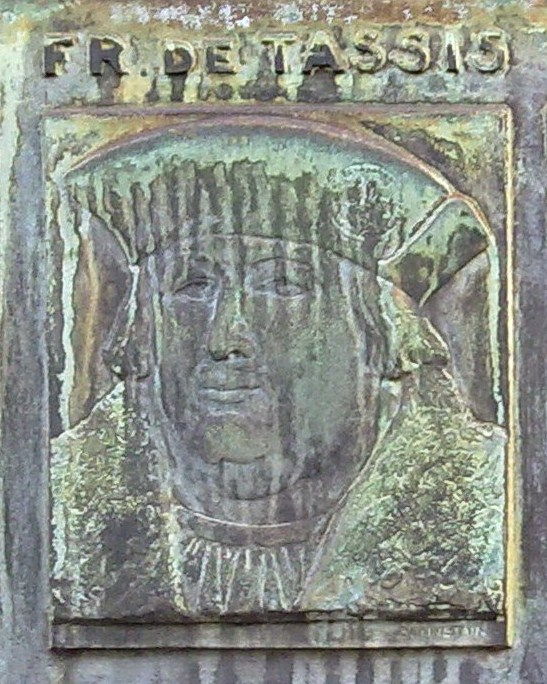
ブリュッセルにある記念プラーク

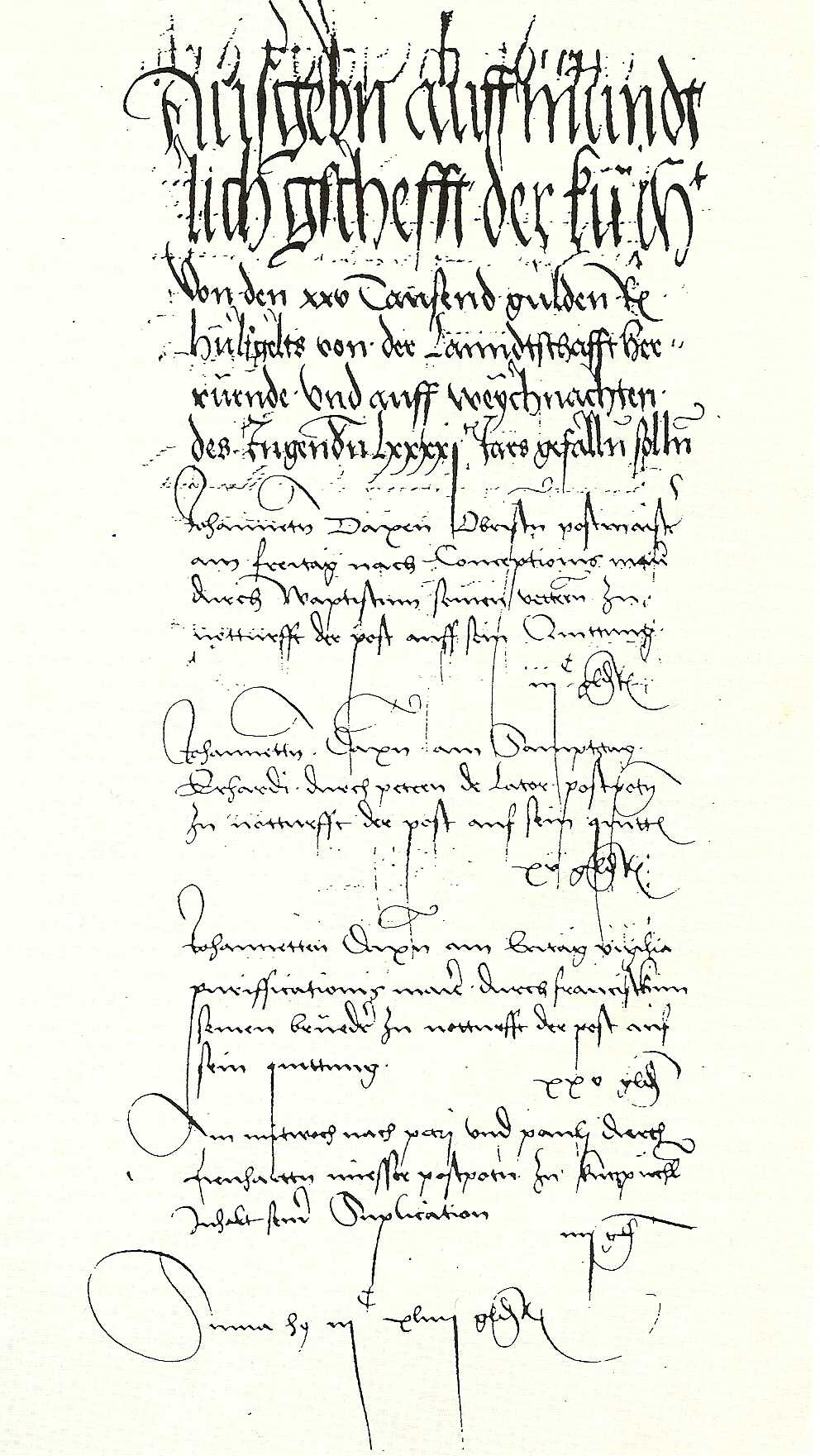
ヤネット、フランツ、ヨハン・バプティスタの名が記された、1490年のインスブルック出納文書 (Innsbrucker Raitbüchern)

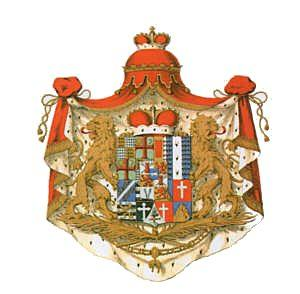
トゥルン・ウント・タクシス家の紋章

フランチェスコ・デ・タシス1世（フランチェスコ・ デ・タシス1せい、イタリア語: Francesco I de Tassis）またはフランツ・フォン・タクシス1世（ドイツ語: Franz von Taxis I、1459年11月30日 - 1517年12月20日）は、ヨーロッパにおける郵便事業の先駆者である。カメラータ・コルネッロに生まれ、ブリュッセルで没した。孫はフランチェスコ・デ・タシス2世。

## 生涯
フランチェスコ・デ・タシスは、コルネッロのタッソ（イタリア語: Tasso di Cornello：ドイツ語: Dachsen）に拠ったロンバルディア貴族の家系の出であった。1490年、タシスは、兄ヤネット (Jannetto de Tassis) と甥ジョヴァンニ・バッティスタ (Giovanni Battista de Tassis) とともに、神聖ローマ皇帝マクシミリアン1世から郵便主任 (Maestro di Posta) に任じられ、当時、皇帝の弟であるブルゴーニュ公フィリップ（美公）が統治していたブルゴーニュとネーデルラント地域における、物資輸送の機構改革を命じられた。
1490年にマクシミリアン1世の命を受けた後、タシスは、当時インスブルックに居を構え、チロルを統治していたマクシミリアン1世の叔父ジギスムントからも同様の命を受けた。ブルゴーニュのフィリップ美公から（ネーデルラント総督であった）マルグリット・ドートリッシュに宛てた速達便が新たな機構によって配送されるようになり、当初は公文書に限られていたこの機構が、やがて時を経て、私的な郵便も扱うようになっていった。
1501年3月1日、タシスはフィリップ美公から、ブルゴーニュとネーデルラントの郵便主任 (capitaine et maistre de nos postes) に任じられた。

## 初期の郵便馬車のルート
1504年11月26日にカスティーリャ女王イサベル1世が没すると、フィリップ美公は、フェルナンド2世とイザベル1世の娘であった妻フアナを介して、その領土を継承した。1505年1月18日、フィリップ美公はタシスに、ブリュッセルやメヘレンをはじめ、新たに統治下に入った地域への郵便拠点の開設を認め、夏冬の季節を問わず確実に郵便をやりとりできる条件が整えられた。
当時の郵便馬車のルートについてのデータは、以下のような一部のデータが伝えられている。
- ブリュッセル＝インスブルック：5日半（冬季は6日半）
- ブリュッセル＝パリ：44時間（冬季は54時間）
- ブリュッセル＝レンヌ：2日半（冬季は3日）
- ブリュッセル＝リヨン：4日（冬季は5日）
- ブリュッセル＝グラナダ：15日（冬季は18日）
- ブリュッセル＝トレド：12日（冬季は14日）

長距離の輸送は、多数の補給拠点や馬の交換拠点をルートの途中に設けることで可能になっていた。
1506年3月に、タシスがメヘレンで、インスブルック宛の郵便を中継した送付明細書が残されており、少なくともネーデルラント郵便ルート (Niederländischen Postroute) が確立されていたことは間違いない.。

## フィリップ美公没後の郵便馬車のルート
1506年9月25日にフィリップ美公がブルゴスで没すると、状況は微妙なものとなった。マクシミリアン1世は、娘であるマルグリット・ドートリッシュと孫のブルゴーニュ公シャルル2世（後のスペイン国王カルロス1世、神聖ローマ皇帝カール5世）にネーデルラントを委ねた。このため、ふたつの異なる統治機構から郵便事業をそれぞれ委ねられた責任者たちは、それぞれの統治者から異なることを命じられ、以前と同様の効率を発揮できなくなることもしばしば生じた。
1516年1月23日にフェルナンド2世が没すると、カルロス1世はナポリとシチリアも手に入れた。カルロス1世はスペインに赴く際に、タシスとジョヴァンニ・バッティスタを随員 (aide et adioint) として引き連れ、その後、11月12日に、ふたりと新たな郵便事業の契約を交わして、これらの地域の郵便主任に任じた。
こうした状況によって、新たなルートが開設された。
- ブリュッセル＝ブルゴス：7日（冬季は8日）
- ブリュッセル＝ローマ：10日半（冬季は12日）
- ブリュッセル＝ナポリ：14日（冬季は15日半）

郵便事業はその後も拡充が続き、タシス家の収益も拡大し、1805年まで一族の主たる収入源となった。
1512年、タシスは、帝国貴族の称号を許され、以降、一族はドイツ貴族として社会的地位を高めていくことになった。この年、タシスは、ドロテア・ルイトヴォルディ (Dorothea Luytvoldi) と結婚した。19世紀、一族は、世界遺産レーゲンスブルクの旧市街とシュタットアムホーフにある聖エメラム修道院の建物（Die Stiftsgebäude von St.Emmeram）を自家の宮殿にと改造した。

## 関連文献
- Carl Brandi, Kaiser Karl V,  2 Bde, Neuauflage Frankfurt 1986
- Wolfgang Behringer, Thurn und Taxis, München 1990 ISBN 3-492-03336-9
- Wolfgang Behringer, Im Zeichen des Merkur, Göttingen 2003 ISBN 3-525-35187-9
- Martin Dallmeier, Quellen zur Geschichte des europäischen Postwesens, Kallmünz 1977
- Ludwig Kalmus, Weltgeschichte der Post, Wien 1937
- Ernst Kießkalt, Die Entstehung der Post, Bamberg 1930
- Eduard Leitner, in: Archiv für deutsche Postgeschichte 2/80, S.32-53
- Memminger Chronik, Transkription von Uli Braun, im: Archiv für deutsche Postgeschichte 2/90, S.7
- Fritz Ohmann, Die Anfänge des Postwesens und die Taxis, Leipzig 1909
- Horst Rabe, Deutschland 1500 – 1600, München 1989
- Joseph Rübsam, Johann Baptista von Taxis, Freiburg 1889
- Joseph Rübsam, diverse Einzelartikel
- Hermann Wiesflecker, Maximilian I, München/Wien 1991